# Ludowika Jakobsson
Ludovika Antje Margareta Jakobsson, z domu Eilers (ur. 25 lipca 1884 w Poczdamie, zm. 1 listopada 1968 w Helsinkach) – niemiecka, a następnie fińska łyżwiarka figurowa, startująca w konkurencji solistek oraz w parach sportowych z mężem Walterem Jakobssonem. Mistrzyni olimpijska z Antwerpii (1920), wicemistrzyni olimpijska z Chamonix (1924), uczestniczka igrzysk olimpijskich w Sankt Moritz (1928), 3-krotna mistrzyni (1911, 1914, 1923) i 4-krotna wicemistrzyni świata (1910, 1912, 1913, 1922), dwukrotna mistrzyni Finlandii w parach sportowych (1911, 1921), brązowa medalistka mistrzostw świata (1911) oraz mistrzyni Finlandii w konkurencji solistek (1917).
Eilers poznała swojego partnera sportowego oraz przyszłego męża Waltera Jakobssona w 1907 roku podczas studiów inżynierskich w Berlinie. W 1911 roku wzięli ślub. Medale, które zdobyli podczas mistrzostw świata w 1910 i 1911 roku są zaliczane przez ISU po połowie Niemcom (wówczas Cesarstwu Niemieckiemu) i Finlandii (wówczas Wielkie Księstwo Finlandii). Od 1912 roku para mogła reprezentować już tylko jedno państwo, dlatego małżeństwo Jakobssonów zdecydowało się na reprezentowanie Wielkiego Księstwa Finlandii (od 1920 roku Finlandia).
Do 1916 Ludowika i Walter Jakobsson mieszkali w Berlinie, a później przenieśli się do Helsinek. Walter pracował tam jako dyrektor techniczny w firmie Kone OY (obecnie Konecranes – producent żurawi) aż do swojej emerytury w 1947 r. będąc jednocześnie amatorskim fotografem, zaś Ludowika występowała jako aktorka w fińskich niemych filmach w latach 20. XX w.

## Osiągnięcia

### Pary sportowe
Z Walterem Jakobssonem
|                       | Cesarstwo Niemieckie | Cesarstwo Niemieckie | Finlandia | Finlandia | Finlandia | Finlandia | Finlandia | Finlandia | Finlandia | Finlandia | Finlandia | Finlandia |
| Zawody                | 1910                 | 1911                 | 1912      | 1913      | 1914      | 1919      | 1920      | 1921      | 1922      | 1923      | 1924      | 1928      |
| Międzynarodowe        |                      |                      |           |           |           |           |           |           |           |           |           |           |
| Igrzyska olimpijskie  |                      |                      |           |           |           |           | 1         |           |           |           | 2         | 5         |
| Mistrzostwa świata    | 2                    | 1                    | 2         | 2         | 1         |           |           |           | 2         | 1         |           |           |
| Mistrzostwa nordyckie |                      |                      |           |           |           | 1         |           | 1         |           |           |           |           |
| Krajowe               |                      |                      |           |           |           |           |           |           |           |           |           |           |
| Mistrzostwa Finlandii |                      | 1                    |           |           |           |           |           | 1         |           |           |           |           |

### Solistki
|                       | Cesarstwo Niemieckie | Finlandia | Finlandia |
| Zawody                | 1911                 | 1912      | 1917      |
| Międzynarodowe        |                      |           |           |
| Mistrzostwa świata    | 3                    | 7         |           |
| Krajowe               |                      |           |           |
| Mistrzostwa Finlandii |                      |           | 1         |

## Nagrody i odznaczenia
- Światowa Galeria Sławy Łyżwiarstwa Figurowego – 2013[6]